# Droid
Droid是一个字体族（Font family），它由Ascender公司于2007年创造（该公司于2010年成为蒙納公司的子公司），并以Apache许可证授权给开放手持设备联盟。Droid适用于在小屏幕设备上使用，设计者为Steve Matteson，其命名来自于开放手持设备联盟的智能系统Android。
Droid系列字體在2011年前都是Android系統的標準字體。2011年後，隨著Android 4.0的發布，預設字體被Roboto系列所取代。

## 特徵

Droid Sans
Droid Serif
Droid Sans Mono